# Whidbey Island osztály
A Whidbey Island dokkhajóosztály az Amerikai Haditengerészet partraszállító dokkhajóinak egyik osztálya. A hajóosztály négy darab LCAC légpárnáshajót hordozhat és a hozzá tartozó tengerészgyalogosokat szállítja. Első egysége szolgálatát 1985-ben kezdte meg. A hajóosztály egységei az LSD (Landing Ship Dock) jelzést és egy sorszámot kapnak 41-től kezdődően.
Az osztály minden hajóegységén 2009-től időszakos korszerűsítést hajtanak végre, mellyel szolgálati idejüket 2038-ig meghosszabbították. A korszerűsítési programot keretén belül minden évben egy hajót újítanak fel 2013-ig, az utolsóra 2014-ben kerül sor. A keleti parton állomásozó hajók korszerűsítését a Metro Machine Corp. végzi, a nyugati parton állomásozó hajókét a General Dynamics National Steel and Shipbuilding Company végzi el.
A modernizálás érinti a dízelmotorokat, az üzemanyag- és karbantartás-ellátó rendszereket, a műszaki vezérlőrendszereket, fejlesztett légkondicionáló, -kezelő, valamint vízkezelő berendezéseket, valamint a levegőkompresszorok cseréjét. A hajók gőzüzemű rendszereit is leváltották elektromos rendszerűekre, mellyel csökkennek a karbantartási és üzemeltetési költségek.
Az Amerikai Haditengerészet másik, fiatalabb ilyen kategóriájú hajóosztálya a Harpers Ferry négy hajóegységgel (LSD 49 – 52).

## A Whidbey Island osztály hajóegységei
| Építési sorszám | Hajónév        | Törzs-sorozatszám | Építő                 | Kezdés | Leszerelés | Honi kikötő            | Megjegyzések, hivatkozás |
| --------------- | -------------- | ----------------- | --------------------- | ------ | ---------- | ---------------------- | ------------------------ |
| 1.              | Whidbey Island | LSD 41            | Lockheed, Seattle     | 1985   | na. >2038  | Little Creek, Virginia | LSD41                    |
| 2.              | Germantown     | LSD 42            | Lockheed, Seattle     | 1986   | na. >2038  | San Diego, California  | LSD42                    |
| 3.              | Fort McHenry   | LSD 43            | Lockheed, Seattle     | 1987   | na. >2038  | Little Creek, Virginia | LSD43                    |
| 4.              | Gunston Hall   | LSD 44            | Avondale, New Orleans | 1989   | na. >2038  | Little Creek, Virginia | LSD44                    |
| 5.              | Comstock       | LSD 45            | Avondale, New Orleans | 1990   | na. >2038  | San Diego, California  | LSD45                    |
| 6.              | Tortuga        | LSD 46            | Avondale, New Orleans | 1990   | na. >2038  | Sasebo, Japan          | LSD46                    |
| 7.              | Rushmore       | LSD 47            | Avondale, New Orleans | 1991   | na. >2038  | San Diego, California  | LSD47                    |
| 8.              | Ashland        | LSD 48            | Avondale, New Orleans | 1992   | na. >2038  | Little Creek, Virginia | LSD48                    |